# Barzin
Pour les articles homonymes, voir Barzin (homonymie).
Barzin est une localité de la commune belge de Wellin située en Région wallonne dans la province de Luxembourg.
C'est un hameau qui fait partie de la section de Lomprez depuis le régime français.
Il est limitrophe des villages de Lomprez au nord-est et Sohier au sud-ouest.